# شعار أوسيتيا الجنوبية
شعار أوسيتيا الجنوبية، هو الشعار الوطني الرسمي لجمهورية أوسيتيا الجنوبية - دولة ألانيا، وتقع شمالي القوقاز، ولكنها معترف بها من قبل معظم المجتمع الدولي كجزء من جورجيا.
وقد تبنت كل من حكومة جورجيا وحكومة أوسيتيا الجنوبية رموزاً لتمثيل أنفسهما؛ تتشابه معاً في التصميم. تتكون الرموز من قرص أحمر يحتوي على فهد قوقازي مع سبعة جبال بيضاء في الخلفية. الوصف الرمزي هو "قرص أحمر، فهد ممرور ذهبي مرقط بالأسود على أرضية ذهبية مع خلفية من سبعة جبال بيضاء". ترمز الجبال إلى المناظر الطبيعية الأوسيتية، بينما يعتبر الفهد من الكائنات الأيقونية التي تسكن جبال القوقاز.

## الشعار الرسمي لجمهورية أوسيتيا الجنوبية
شعار جمهورية أوسيتيا الجنوبية - دولة ألانيا اعتمد في 19 مايو 1999 من قبل برلمان أوسيتيا الجنوبية. التصميم مستوحى من "راية أوسيتيا" لفاخوشتي باغراتيوني، والتي تعود إلى عام 1735. حول الدرع، يكتب اسم البلد باللغة الأوسيتية (Республикӕ Хуссар Ирыстон) في الأعلى، وباللغة الروسية (Республика Южная Осетия) في الأسفل.

## شعار إدارة أوسيتيا الجنوبية
تم إنشاء إدارة أوسيتيا الجنوبية من قبل حكومة جورجيا في أبريل 2007. وتستخدم شعاراً يصور فهد قوقازي ومناظر جبلية دون كتابات محيطة. هذا الشعار مطابق للشعار الذي تستخدمه جمهورية أوسيتيا الشمالية - ألانيا في روسيا.

## الشعارات التاريخية
بين عامي 1922 و1990، كانت أوسيتيا الجنوبية مقاطعة ذات حكم ذاتي تابعة لجمهورية جورجيا الاشتراكية السوفيتية تحت اسم "مقاطعة أوسيتيا الجنوبية ذاتية الحكم". باعتبارها منطقة ذات حكم ذاتي، لم يكن لديها شعار خاص بها، بل كان يُستخدم شعار جمهورية جورجيا الاشتراكية السوفيتية للأغراض الرسمية.
قبل اعتماد الشعار الحالي عام 1995، استخدم لودفيغ تشيبيروف تصميماً يتضمن نسراً مزخرفاً بالتريسكليون بألوان أوسيتيا الجنوبية الوطنية، مع كأس واسامونغا، وفأس رمح، وغصن بلوط، ونباتات العنب، وسنابل القمح، وهي الهدايا التي منحها الله لنارتس في تقليد الأسيانية.

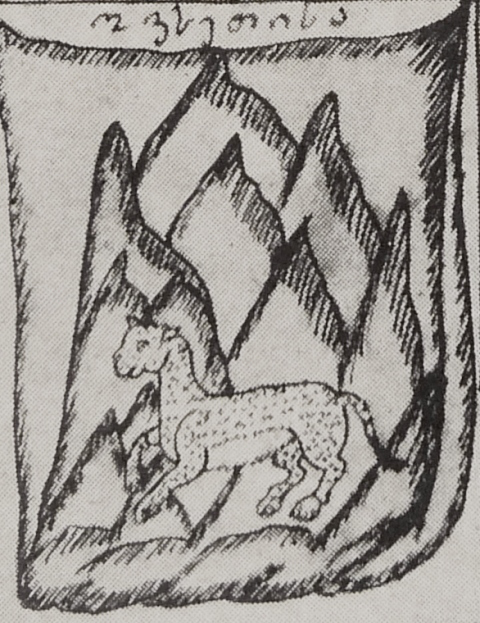
Historical Banner of Ossetia by Vakhushti of Kartli (1735)
Coat of arms of the محافظة تيفليس (1878–1917)
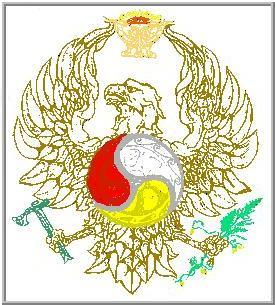
Original coat of arms used by Lyudvig Chibirov (1991-1995)